# 서울특별시의 상징
서울특별시는 다음과 같은 상징을 보유하고 있다.

## 상징기

서울특별시기

현재 사용되고 있는 서울특별시기와 로고는 1996년 10월 28일에 제정되었다.

## 상징 노래
서울특별시는 현재 공식적인 상징 노래를 갖고 있지 않다. 1962년에 서울특별시 시민 헌장 추진위원회가 시인 조지훈이 작사하고 작곡가 김동진이 작곡한 《서울 시민의 노래》를 서울특별시를 상징하는 노래로 선정했으나 작곡가의 김동진의 친일 행적이 논란이 되면서 폐지되었다. 그 뒤 가수 패티 김이 1969년에 발표한 노래 《서울의 찬가》가 사실상 서울특별시를 상징하는 노래로 여겨졌다. 2003년에는 서울특별시청 공식 홈페이지가 Hi Seoul(하이 서울)을 서울특별시의 슬로건으로 소개하면서 가수 보아의 노래 〈서울의 빛〉이 서울특별시를 상징하는 노래라고 소개했으나 2015년에 서울특별시의 슬로건이 I.SEOUL.U(아이.서울.유 - 너와 나의 서울)로 바뀌면서 삭제되었다.

## 상징 슬로건
현재 사용되고 있는 서울특별시의 슬로건은 2023년 8월 16일에 공개된 오세훈 서울특별시장에 의해 공개된 슬로건인 "Seoul, My Soul"(서울, 마이 소울)이다. 이명박 민선 3기 서울특별시장 시대에는 "Hi Seoul"(하이 서울)이라는 슬로건이 사용되었으며 오세훈 민선 4기 서울특별시장 시대에는 "Hi Seoul SOUL OF ASIA"(하이 서울, 소울 오브 아시아)라는 슬로건이 사용되었다. 박원순 민선 5·6·7기 서울특별시장 시대에는 "I.SEOUL.U"(아이.서울.유 - 너와 나의 서울)이라는 슬로건이 사용되었다.

## 상징 캐릭터
서울특별시를 상징하는 캐릭터는 해치로 2008년 5월 13일에 제정되었다. 해치는 시비와 선악을 판단하여 안다고 하는 상상의 동물인 해태를 모티브로 한 캐릭터이다. 2024년 2월 1일을 기해 동명의 새 디자인을 가진 "해치와 소울 프렌즈"로 전면 교체되었다. 파생된 캐릭터의 이름은 소울 해치, 화난 주작, 돌격 백호, 댕댕 청룡, 욜로 현무이다.
서울특별시는 1994년에 정도 600주년을 맞아 다울이, 새울이, 여울이, 신울이 4남매 캐릭터를 사용했는데 이는 "다시 보는 서울", "새로 나는 서울", "열려 있는 서울", "신명나는 서울"을 뜻한다. 1998년부터 2008년까지는 왕범이라는 호랑이 마스코트를 사용했다.

## 상징 동식물
서울특별시는 상징 동식물을 다음과 같이 정했다.
- 서울특별시의 시화(市花, 상징 꽃)는 개나리(1971년 4월 3일 지정)이다. 개나리는 이른 봄이 되면 일제히 꽃이 피기 때문에 서울특별시의 기후와 풍토에 가장 적합한 꽃으로 여겨지며 서울특별시민의 협동 정신을 상징하는 꽃이기도 하다.
- 서울특별시의 시목(市木, 상징 나무)은 은행나무(1971년 4월 3일 지정)이다. 은행나무는 나무 자체에서 나오는 아름다움 뿐만 아니라 도시의 공해와 병충해에 강하기 때문에 수명이 긴 나무로 여겨진다. 또한 거목으로 성장하는 특성을 갖고 있어서 대한민국의 수도인 서울특별시의 무한한 발전을 상징하는 나무이기도 하다.
- 서울특별시의 시조(市鳥, 상징 새)는 까치(1971년 4월 3일 지정)이다. 까치는 옛부터 복되고 좋은 소식을 미리 알려주는 길조로 여겨져 왔으며 사랑의 다리를 놓아주는 이야기 등과 같이 아름다운 설화가 전한다.

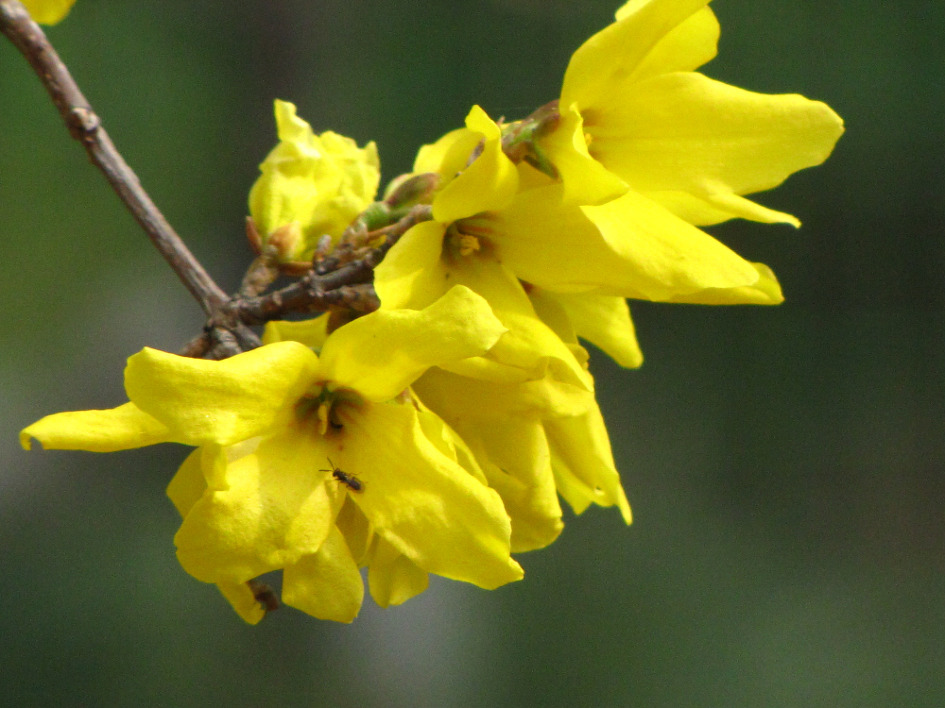
서울특별시를 상징하는 꽃인 개나리
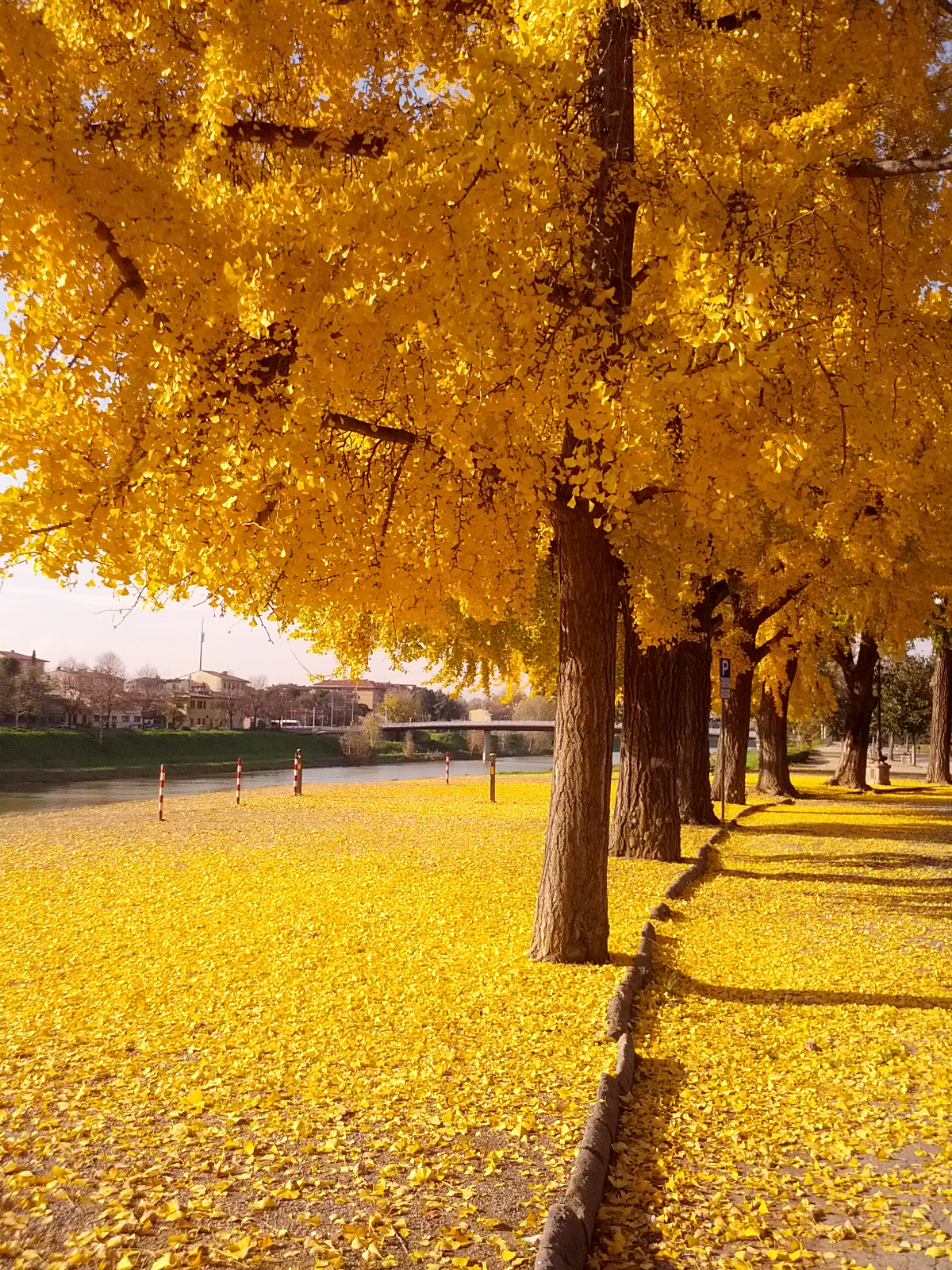
서울특별시를 상징하는 나무인 은행나무
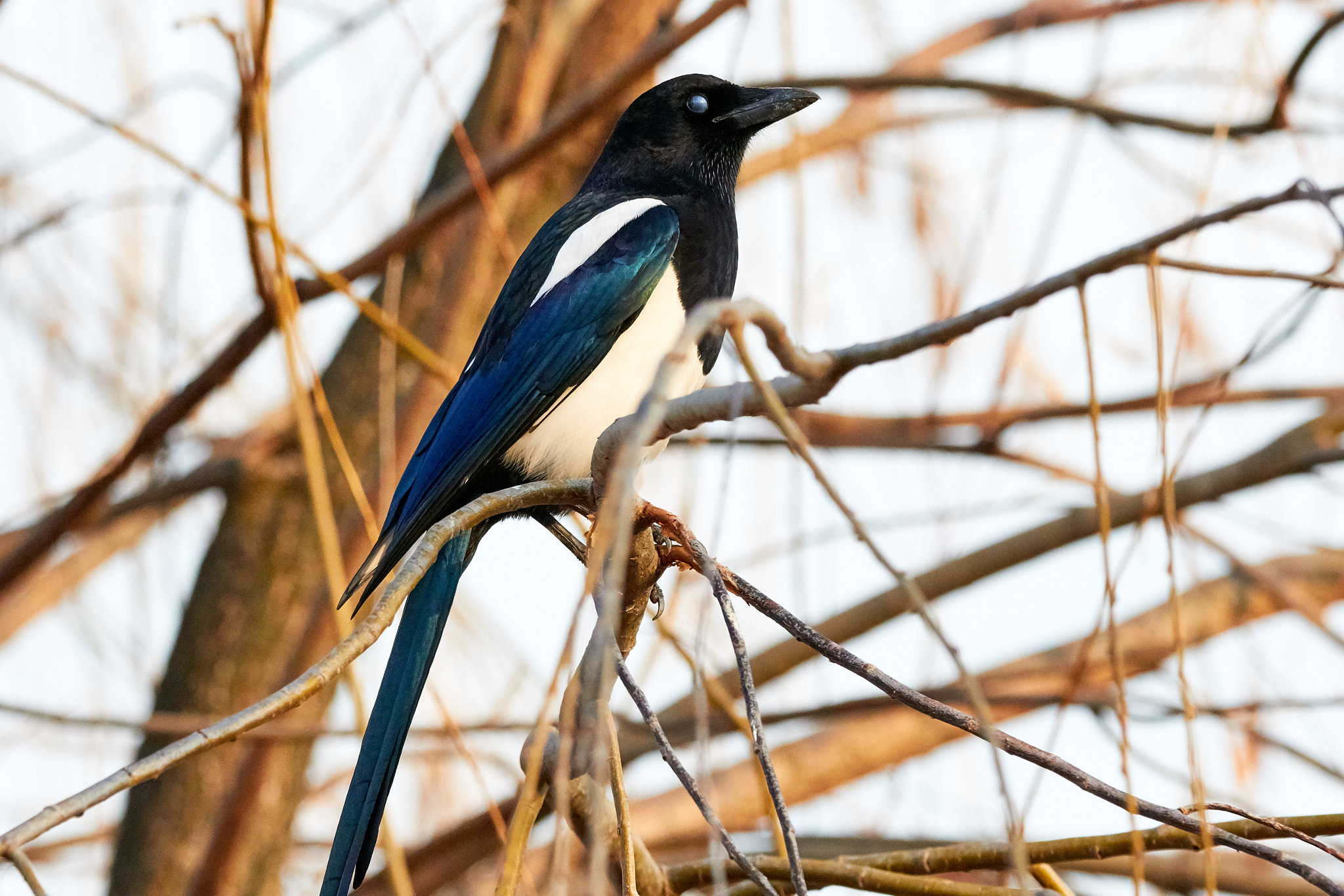
서울특별시를 상징하는 새인 까치

## 참고자료
- 자치법규정보시스템 - 서울특별시 상징물 조례